# Бальмер, Иоганн Якоб
Иоганн Якоб Бальмер (нем. Johann Jakob Balmer; 1 мая 1825, Лаузен — 12 марта 1898, Базель) — швейцарский математик и физик.

## Биография
Родился 1 мая 1825 года в семье судьи с таким же именем. Он был старшим сыном в своей семье. Начальное образование получал в городе Листаль, а среднее — в Базеле. Ему хорошо давалась математика, и он решил продолжить ей заниматься в университете.
Учился в университетах Карлсруэ и Берлина, в 1849 году защитил в Базельском университете докторскую диссертацию по теме циклоиды.
Всю оставшуюся жизнь провёл в Базеле. С 1859 и до самой смерти в 1898 он преподавал математику в женской школе, а также читал лекции по геометрии в Базельском университете с 1865 до 1890 года.
В 1868 году, когда ему было 43 года, женился. У него было шесть детей, среди них художник Вильгельм Бальмер (1865—1922), сын которого — дирижёр Люк Бальмер.
Умер в возрасте 72 лет, 12 марта 1898 года. Похоронен на кладбище Вольфготтезаккер.

## Научная деятельность
Несмотря на то, что Бальмер больше всего интересовался геометрией, он не внёс значимого вклада в эту науку и неизвестен как геометр. Его основной вклад в науку — в области физики, хотя и пришёл к нему Бальмер чисто математически: в 1885 году он вывел эмпирическую формулу для длин волн спектральных линий водорода:
{\displaystyle \lambda \ =h\,{\frac {m^{2}}{m^{2}-n^{2}}},}
которая при n = 2, m = 3, 4, 5, 6 и h = 3.6456×10−7 м (постоянная Бальмера) давала точные значения наблюдаемых длин волн. Бальмер таким образом предсказал существование линии для m = 7, которую потом пронаблюдал Ангстрем. Впоследствии оказалось, что формула описывает переходы атома водорода со второго энергетического уровня на верхние и обратно — так называемую серию Бальмера. Впоследствии была открыта формула Ридберга, которая оказалась более общей. Физическое объяснение этой формулы появилось только в 1913 году, когда Нильс Бор предложил свою модель атома.

## Память
Из объектов, названных его именем, наиболее известна серия Бальмера, которую он и открыл. С ней, в свою очередь, связано понятие «Бальмеровский скачок».
В его честь назван один из кратеров на Луне, а также астероид (12755) Бальмер.